# ماتياس سولي
ماتياس سولي (مواليد 15 أبريل 2003) هو لاعب كرة قدم أرجنتيني يلعب في مركز الوسط المهاجم أو الجناح في نادي يوفنتوس تحت 23 سنة.